# 키시이 유키노
키시이 유키노(일본어: 岸井 ゆきの, 1992년 2월 11일 ~ )는 일본의 배우이다. 첫 주연을 맡은 영화 《불량가족, 행복의 맛》 (2017)으로 요코하마 영화제 최우수 신인상을 수상했으며, 영화 《사랑이 뭘까》 (2019)로 일본 아카데미상 신인배우상을 수상하였다.

## 출연

### 드라마
- 《용사 요시히코와 마왕의 성》 제11화 (2011년) 아사미 역
- 《전조 산책하는 침략자》 아사카와 미유키 역 (2017년)
- 《만복》 (2018년 10월 1일-2019년 3월 30일) 칸베(코다) 타카 역
- 《괴짜가족》 (2020년 4월) 오오사와기 사쿠라 역
- 《#가족모집합니다》 (2021년 7월-9월)
- 《사랑할 수 없는 두 사람》 (2022년 1월 10일-3월 21일) 주연 · 코다마 사쿠코 역[a]

### 영화
- 《악의 교전》 (2012)
- 《은수저》 (2014)
- 《서툴지만, 사랑》 (2014)
- 《더 크로니클: 뮤턴트의 반격》 (2015)
- 《핑크와 그레이》 (2016)
- 《사채꾼 우시지마 3》 (2016)
- 《불량가족, 행복의 맛》 (2017)
- 《사랑이 뭘까》 (2019)
- 《호문쿨루스》 (2021) - 수수께끼의 여자 역
- 《너의 눈을 들여다보면》 (2022) - 케이코 역
- 《이윽고 바다에 닿다》 (2022) - 코타니 마나 역
- 《엣 더 벤치》 (2024) 제2편
- 《젊고 낯선 자들》(가제) (2024) - 히나타 역

## 수상
- 요코하마 영화제 최우수신인상 《불량가족, 행복의 맛》 (2018)
- 일본 아카데미상 신인배우상 《사랑이 뭘까》 (2020)
- 일본 아카데미상 최우수주연여우상 《너의 눈을 들여다보면》 (2023)